# Víktor Kaláshnikov
Víktor Mijáilovich Kaláshnikov (en ruso: Ви́ктор Миха́йлович Кала́шников; 16 de julio de 1942-Izhevsk, 27 de marzo de 2018) fue un ingeniero y diseñador de armas ligeras ruso, conocido por el desarrollo del subfusil PP-19 Bizon. Era hijo de Mijaíl Kaláshnikov.
Comenzó su carrera de diseñador de armas en 1966 con una serie de pruebas con la AK-47 y resumiendo una serie de factores que afectan a su estabilidad, durabilidad y fiabilidad.